# Józef Klemens Czartoryski
Józef Klemens Czartoryski herbu Pogoń Litewska, książę na Korcu i Oleksińcach (ur. 1740, zm. 17 marca 1810 w Warszawie) – mianowany stolnikiem litewskim w 1764 roku, polski arystokrata, polityk i dyplomata, ostatni męski potomek linii koreckiej rodu Czartoryskich, poseł na Sejm Czteroletni z województwa wołyńskiego w 1788 roku, członek konfederacji targowickiej, starosta łucki w 1771 roku, starosta i wójt radoszycki w 1771 roku, poseł nadzwyczajny Rzeczypospolitej w Państwie Kościelnym w 1765 roku, kawaler maltański (w zakonie po 1766 roku), kawaler Honoru i Dewocji.

## Życiorys
W 1764 roku podpisał elekcję Stanisława Augusta Poniatowskiego. Figurował na liście posłów i senatorów posła rosyjskiego Jakowa Bułhakowa w 1792 roku, która zawierała zestawienie osób, na które Rosjanie mogą liczyć przy rekonfederacji i obaleniu dzieła konstytucji 3 maja.
W roku 1767 otrzymał Order Orła Białego. W 1765 został kawalerem Orderu Świętego Stanisława.
W 1764 został klucznikiem litewskim, w 1772 klucznikiem wołyńskim i starostą i wójtem miejscowości Łuki i Radoszyce. 20 kwietnia 1764 roku podpisał list dziękczynny do Katarzyny II za wprowadzenie wojsk rosyjskich.
W 1789/1790 był polskim posłem w Berlinie, mocno zaangażowanym w sprawę sojuszu z Prusami (przymierze polsko-pruskie). Tamtejszy poseł austriacki Henryk XIII, książę Reuß zu Greiz miał stwierdzić, że Czartoryski był człowiekiem światowym, lecz naiwnym, gdyż wierzącym w dobre intencje pruskich dyplomatów względem Polski.
W swoich dobrach w Korcu książę założył wytwórnię fajansu i porcelany (porcelana korecka), a po jej spaleniu się w roku 1797 założył wytwórnię pasów kontuszowych (pasy koreckie).
Jego ojcem był Stanisław Kostka Czartoryski, a matką Anna Rybińska. Żoną Józefa Klemensa została Dorota Barbara Jabłonowska, z którą miał pięć córek:
- Maria Antonina Czartoryska,
- Klementyna Czartoryska,
- Teresa Czartoryska,
- Józefina Maria Czartoryska, żona Alfreda Potockiego,
- Celestyna Czartoryska.